# 安政の改革
安政の改革（あんせいのかいかく）は、嘉永6年（1853年）にアメリカ東インド艦隊司令長官マシュー・ペリーが来航して一気に政局が混乱した際、江戸幕府が行った幕政改革および雄藩が行った藩政改革である。歴史学者・田中彰によれば、主として西南雄藩（薩長土肥）の藩政改革をさす。
幕政改革は、老中首座・阿部正弘が主導して行なった。幕府三大改革といわれる享保の改革・寛政の改革・天保の改革に次ぐ改革と位置付けられている。

## 幕政改革

### 幕政改革の理由
第11代将軍・徳川家斉の数多い子供たちの養子縁組、娘の婚儀等による出費に加え、家斉自身の浪費や、武士の貴族化もあって、江戸時代後期における幕府財政は悪化の一途をたどり、幕府そのものが「瀕死の病人」と化した。家斉の死後、第12代将軍・徳川家慶のもとで老中首座となった水野忠邦は天保の改革を行なって幕府財政の再建、海防の強化等に務めたが、上知令の不評から改革は失敗に終わった。
水野失脚後、老中首座となった阿部正弘は、ペリー来航前からすでに幕政改革の必要性を悟り、弘化年間に入ると次々と改革を実施していた。これは、イギリス・アメリカ・ロシア等の外国船が次々と日本近海を脅かしていたことが理由として挙げられ、阿部は幕府の権力を高める為に行なったのである。

### ペリー来航前に行なわれた改革
- 江戸の守備を強化する為、品川や浦賀等に砲台を建築。
- 軍事訓練の為、空砲という条件で鉄砲の訓練、並びに実弾で砲術訓練を諸藩に許可。
- 嘉永4年（1851年）、南町奉行・遠山景元に命じて株仲間を再興。又、同年に景元、寺社奉行・脇坂安宅、勘定奉行・池田頼方に命じて恩赦に関する公式な法令（赦律）を制定することを命じた。
- 薩摩藩の御家騒動（お由羅騒動）に介入し、藩主・島津斉興を隠居させて開明派と評されていた島津斉彬を藩主とする。
- 前水戸藩主・徳川斉昭の謹慎を解除し、幕政に参与させる等、実力のある親藩、外様大名の幕政参与を積極的に認める等（安政の改革以前から、阿部は既に越前藩主・松平慶永、薩摩藩主・島津斉彬、肥前藩主・鍋島直正、宇和島藩主・伊達宗城等と交流を持ち、意見を交わしていた）。

### 安政の改革
- 嘉永6年（1853年）6月のペリー来航の際、阿部は国家の一大事として親藩・譜代・外様を問わずに諸大名をはじめ、旗本さらには庶民にも意見を求める。直後に将軍・家慶が病死し、徳川家定が第13代将軍になると、家定が病弱だったことも手伝って阿部は幕政の総責任者となり、安政の改革を断行する。
- 嘉永7年（1854年）1月にペリーが再来航し、日米和親条約を締結。これを機に諸藩に対して大船建造を解禁して海防の強化を命じる。また人材の育成や、国家としての軍事及び外交研究機関として講武所、蕃書調所、長崎海軍伝習所を設置した。また江川英龍、岩瀬忠震、勝海舟、大久保忠寛、永井尚志の人材を海防掛（海岸防禦御用掛）へ登用し、幕閣に対する諮問機関としての役割を持たせていた。
- 安政2年（1855年）10月、阿部は老中首座の地位を堀田正睦に譲る。但しこれは幕府内部における開国派と鎖国派の争いで阿部が孤立することを恐れての処置であり、尚も実権は阿部にあり、改革は続行された。この頃から将軍継嗣問題も表面化し、阿部は人物、識見等から一橋家当主・徳川慶喜を支持。
- 安政4年（1857年）6月、阿部は病死する。

### その後
正弘の死後、老中首座であった堀田正睦は通商条約交渉において孝明天皇の勅許を得ようとしたが失敗。同時に将軍継嗣問題においても阿部同様に慶喜を擁する一橋派を推し、慶喜を将軍に、松平慶永を大老に推挙して事態の打開を図ったが、彦根藩主・井伊直弼が大奥の支持を受けて大老に就任したことからこれも失敗し、第14代将軍は南紀派が推挙する紀州藩主・徳川慶福（後の家茂）が就任した。
堀田は条約問題、将軍継嗣問題の失敗により失脚し、井伊が幕政を主導することになる。その井伊は阿部、堀田によって行なわれた改革路線を否定し、幕府の権威強化の為に一橋派をはじめとする、阿部が登用した人材を安政の大獄においてことごとく幕政の中枢部から追い落とし、かえって幕府人材の枯渇化を招いただけでなく、阿部時代に幕府に好意的だった外様大名の敵意をかえってむき出しにする結果となった。その為桜田門外の変で井伊が暗殺されると、幕府保守派は鳴りを潜めて阿部が登用した人材は復活して幕末の動乱期において幕府を支えていくことになる。然し井伊の死後、幕府には阿部、堀田のような指導者が現れることがなく、結果としてそれが滅亡の遠因へと向かっていくことになるのである。
- 安政の改革で最も重要なのは、阿部正弘が行なった慣習にとらわれずに能力主義を第一にして行なった人材登用である。阿部が登用した人材は阿部の死後も幕府を支える原動力となり、更には明治時代においても新政府と日本を支える活躍を見せている[要出典]。
- 阿部がそれまで幕政に発言力が無かった親藩、外様大名に対して広く意見を求めたことは、彼らの政治に対する介入を招いたことは事実であるが、すでに幕府には阿部や堀田などの一部を除いて譜代層は貴族化したため、人材が枯渇状態にあった。このため、阿部の協調路線がかえって「瀕死の病人」と化した幕府権力のさらなる弱体化を招いた一方で、そうでもしなければ幕府も対処できない状態にあったといえる。むしろ、阿部が早世したことのほうが改革頓挫、さらにはその後の幕政混乱を招いたといえる。

## 藩政改革
歴史学者・田中彰は、主として西南雄藩の藩政改革をさし、安政の改革によって力を強めた雄藩は文久期以降に中央政局を左右するようになったとする。